# Čtvrtá vláda Benjamina Netanjahua
Čtvrtá vláda Benjamina Netanjahua byla v pořadí 34. izraelskou vládou, která úřadovala od 14. května 2015 do 17. května 2020. Jejím sestavením pověřil prezident Re'uven Rivlin po předčasných parlamentních volbách v roce 2015 předsedu vítězné strany Likud a dosluhujícího premiéra Benjamina Netanjahua.
Součástí vládní koalice byly strany Likud, Kulanu, Šas, Sjednocený judaismus Tóry a Židovský domov, které ve 120členném Knesetu dohromady disponovaly těsnou většinou 61 poslaneckého mandátu. O rok později se ke koalici připojila ještě strana Jisra'el bejtenu.
Vláda v Izraeli nemá stanoveno funkční období, je však vázána na volební cyklus parlamentu, a měla tedy ukončit svou činnost po předčasných dubnových volbách do Knesetu v roce 2019. Jelikož však tyto volby vyústily v patovou situaci a nepodařilo se sestavit vládu s většinovou podporou parlamentu, zůstala stávající vláda, byť s oslabeným mandátem, ve funkci. Situace se opakovala i po volbách v září téhož roku a vládu nakonec nahradil až pátý kabinet Benjamina Netanjahua, zformovaný po opakovaných volbách v březnu 2020. Vláda se tak svým více než pětiletým trváním stala nejdéle úřadující vládou v historii Izraele.
| resort                                        | ministr            | od                                             | strana                    |
| --------------------------------------------- | ------------------ | ---------------------------------------------- | ------------------------- |
| předseda vlády                                | Benjamin Netanjahu | 14. května 2015                                | Likud                     |
| vicepremiér                                   | Silvan Šalom       | 14. května 2015                                | Likud                     |
| ministr pro sociální rovnost                  | Gila Gamli'el      | 14. května 2015                                | Likud                     |
| ministr zemědělství                           | Uri Ari'el         | 14. května 2015                                | Židovský domov            |
| ministr zemědělství                           | Benjamin Netanjahu | 15. listopadu 2019                             | Likud                     |
| ministr zemědělství                           | Cachi Hanegbi      | 20. ledna 2020                                 | Likud                     |
| ministr komunikací                            | Benjamin Netanjahu | 14. května 2015                                | Likud                     |
| ministr komunikací                            | Ajúb Qará          | 29. května 2017                                | Likud                     |
| ministr komunikací                            | David Amsalem      | 1. července 2019                               | Likud                     |
| ministr výstavby                              | Jo'av Galant       | 14. května 2015                                | Kulanu                    |
| ministr výstavby                              | Jif'at Saša-Biton  | 9. ledna 2019                                  | Kulanu                    |
| ministr výstavby                              | Jif'at Saša-Biton  | 3. října 2019                                  | Likud                     |
| ministryně kultury a sportu                   | Miri Regev         | 14. května 2015                                | Likud                     |
| ministr obrany                                | Moše Ja'alon       | 14. května 2015                                | Likud                     |
| ministr obrany                                | Avigdor Lieberman  | 30. května 2016                                | Jisra'el bejtenu          |
| ministr obrany                                | Benjamin Netanjahu | 17. prosince 2018                              | Likud                     |
| ministr obrany                                | Naftali Bennett    | 12. listopadu 2019                             | ha-Jamin he-chadaš        |
| ministr obrany                                | Naftali Bennett    | 16. března 2020                                | Jamina                    |
| ministr školství                              | Naftali Bennett    | 14. května 2015                                | ha-Jamin he-chadaš        |
| ministr školství                              | Rafi Perec         | 23. června 2019                                | ha-Jamin he-chadaš        |
| ministr školství                              | Rafi Perec         | 3. října 2019                                  | Židovský domov            |
| ministr ochrany životního prostředí           | Avi Gabaj          | 14. května 2015                                |                           |
| ministr ochrany životního prostředí           | Moše Kachlon       | 31. května 2016                                | Kulanu                    |
| ministr ochrany životního prostředí           | Ze'ev Elkin        | 1. srpna 2016                                  | Likud                     |
| ministr financí                               | Moše Kachlon       | 14. května 2015                                | Kulanu                    |
| ministr financí                               | Moše Kachlon       | 3. října 2019                                  | Likud                     |
| ministr zahraničních věcí                     | Benjamin Netanjahu | 14. května 2015                                | Likud                     |
| ministr zahraničních věcí                     | Jisra'el Kac       | 17. února 2019 prozatímní 17. února 2019 řádný | Likud                     |
| ministr zdravotnictví                         | Benjamin Netanjahu | 14. května 2015                                | Likud                     |
| ministr zdravotnictví                         | Ja'akov Litzman    | 2. září 2015                                   | Sjednocený judaismus Tóry |
| ministr zdravotnictví                         | Benjamin Netanjahu | 2. května 2018                                 | Likud                     |
| ministr zdravotnictví                         | Ja'akov Litzman    | 29. prosince 2019                              | Sjednocený judaismus Tóry |
| ministr absorpce imigrantů                    | Ze'ev Elkin        | 14. května 2015                                | Likud                     |
| ministr absorpce imigrantů                    | Sofa Landver       | 30. května 2016                                | Jisra'el bejtenu          |
| ministr absorpce imigrantů                    | Jo'av Galant       | 9. ledna 2019                                  | Kulanu                    |
| ministr absorpce imigrantů                    | Jo'av Galant       | 30. dubna 2019                                 | Likud                     |
| ministr informací                             | Gil'ad Erdan       | 25. května 2015                                | Likud                     |
| ministr zpravodajských služeb                 | Jisra'el Kac       | 14. května 2015                                | Likud                     |
| ministr vnitra                                | Silvan Šalom       | 14. května 2015                                | Likud                     |
| ministr vnitra                                | Benjamin Netanjahu | 28. prosince 2015                              | Likud                     |
| ministr vnitra                                | Arje Deri          | 30. dubna 2019                                 | Šas                       |
| ministr vnitřní bezpečnosti                   | Jariv Levin        | 14. května 2015                                | Likud                     |
| ministr vnitřní bezpečnosti                   | Gil'ad Erdan       | 25. května 2015                                | Likud                     |
| ministr pro záležitosti diaspory              | Naftali Bennett    | 19. května 2015                                | Židovský domov            |
| ministr pro záležitosti diaspory              | Benjamin Netanjahu | 28. října 2019                                 | Likud                     |
| ministr pro záležitosti diaspory              | Cipi Chotovely     | 21. ledna 2020                                 | Likud                     |
| ministr pro záležitosti Jeruzaléma a dědictví | Ze'ev Elkin        | 1. června 2016                                 | Likud                     |
| ministr spravedlnosti                         | Ajelet Šakedová    | 14. května 2015                                | Židovský domov            |
| ministr spravedlnosti                         | Amir Ochana        | 5. června 2019                                 | Likud                     |
| ministr energetiky a vodních zdrojů           | Juval Steinitz     | 14. května 2015                                | Likud                     |
| ministr pro regionální spolupráci             | Benjamin Netanjahu | 14. května 2015                                | Likud                     |
| ministr pro regionální spolupráci             | Cachi Hanegbi      | 26. prosince 2016                              | Likud                     |
| ministr náboženských služeb                   | David Azulaj       | 14. května 2015                                | Šas                       |
| ministr náboženských služeb                   | David Azulaj       | 14. května 2015                                | Šas                       |
| ministr náboženských služeb                   | Arje Deri          | 14. října 2018                                 | Šas                       |
| ministr náboženských služeb                   | Jicchak Vaknin     | 1. ledna 2019                                  | Šas                       |
| ministr vědy a technologie                    | Danny Danon        | 14. května 2015                                | Likud                     |
| Ofir Akunis                                   | 2. září 2015       | Likud                                          |                           |
| ministr pro strategické záležitosti           | Ze'ev Elkin        | 14. května 2015                                | Likud                     |
| ministr pro strategické záležitosti           | Gil'ad Erdan       | 25. května 2015                                | Likud                     |
| ministr rozvoje Negevu a Galileje             | Arje Deri          | 14. května 2015                                | Šas                       |
| ministr průmyslu, obchodu a práce             | Arje Deri          | 14. května 2015                                | Šas                       |
| ministr průmyslu, obchodu a práce             | Benjamin Netanjahu | 1. února 2016                                  | Likud                     |
| ministr průmyslu, obchodu a práce             | Moše Kachlon       | 1. srpna 2016                                  | Kulanu                    |
| ministr průmyslu, obchodu a práce             | Eli Kohen          | 30. dubna 2019                                 | Likud                     |
| ministr turismu                               | Jariv Levin        | 14. května 2015                                | Likud                     |
| ministr dopravy                               | Jisra'el Kac       | 14. května 2015                                | Likud                     |
| ministr dopravy                               | Becal'el Smotrič   | 23. června 2019                                | Likud                     |
| ministr sociální péče a sociálních služeb     | Chajim Kac         | 14. května 2015                                | Likud                     |
| ministr sociální péče a sociálních služeb     | Benjamin Netanjahu | 18. listopadu 2019                             | Likud                     |
| ministr sociální péče a sociálních služeb     | Ofir Akunis        | 26. ledna 2020                                 | Likud                     |
| bez portfeje                                  | Ofir Akunis        | 14. května 2015                                | Likud                     |
| bez portfeje                                  | Benny Begin        | 14. května 2015                                | Likud                     |